# Margaride
Margaride ist ein Ort und eine ehemalige Gemeinde (Freguesia) im portugiesischen Kreis Felgueiras. Die Gemeinde hatte 9666 Einwohner (Stand 30. Juni 2011).
Am 29. September 2013 wurden die Gemeinden Margaride (Santa Eulália), Várzea, Lagares, Varziela und Moure zur neuen Gemeinde União das Freguesias de Margaride (Santa Eulália), Várzea, Lagares, Varziela e Moure zusammengeschlossen. Margaride (Santa Eulália) ist Sitz dieser neu gebildeten Gemeinde.